# Lilas Ikuta
Pour les articles homonymes, voir Ikuta.
 (août 2023).
La mise en forme du texte ne suit pas les recommandations de Wikipédia : il faut le « wikifier ».
Les points d'amélioration suivants sont les cas les plus fréquents. Le détail des points à revoir est peut-être précisé sur la page de discussion.
- Les titres sont pré-formatés par le logiciel. Ils ne sont ni en capitales, ni en gras.
- Le texte ne doit pas être écrit en capitales (les noms de famille non plus), ni en gras, ni en italique, ni en « petit »…
- Le gras n'est utilisé que pour surligner le titre de l'article dans l'introduction, une seule fois.
- L'italique est rarement utilisé : mots en langue étrangère, titres d'œuvres, noms de bateaux, etc.
- Les citations ne sont pas en italique mais en corps de texte normal. Elles sont entourées par des guillemets français : « et ».
- Les listes à puces sont à éviter, des paragraphes rédigés étant largement préférés. Les tableaux sont à réserver à la présentation de données structurées (résultats, etc.).
- Les appels de note de bas de page (petits chiffres en exposant, introduits par l'outil «  Source ») sont à placer entre la fin de phrase et le point final[comme ça].
- Les liens internes (vers d'autres articles de Wikipédia) sont à choisir avec parcimonie. Créez des liens vers des articles approfondissant le sujet. Les termes génériques sans rapport avec le sujet sont à éviter, ainsi que les répétitions de liens vers un même terme.
- Les liens externes sont à placer uniquement dans une section « Liens externes », à la fin de l'article. Ces liens sont à choisir avec parcimonie suivant les règles définies. Si un lien sert de source à l'article, son insertion dans le texte est à faire par les notes de bas de page.
- La présentation des références doit suivre les conventions bibliographiques. Il est recommandé d'utiliser les modèles {{Ouvrage}}, {{Chapitre}}, {{Article}}, {{Lien web}} et/ou {{Bibliographie}}. Le mode d'édition visuel peut mettre en forme automatiquement les références.
- Insérer une infobox (cadre d'informations à droite) n'est pas obligatoire pour parachever la mise en page.

Pour une aide détaillée, merci de consulter Aide:Wikification.
Si vous pensez que ces points ont été résolus, vous pouvez retirer ce bandeau et améliorer la mise en forme d'un autre article.
Lilas Ikuta (幾田りら, Ikuta Rira, née le 25 septembre 2000) est une auteure-interprète japonaise. Elle fait partie du duo Yoasobi avec le producteur Ayase, son nom de scène est Ikura, et elle faisait partie du groupe Plusonica (ja) qui fait des reprises.

## Vie privée et éducation
Lilas Ikuta naît le 25 septembre 2000 à Tokyo, au Japon. Elle a trois frères et sœurs aînés. Elle déménage à Chicago, aux États-Unis, en 2001, où elle vit jusqu'à l'âge de trois ans,. Ikuta apprend le piano lorsqu'elle commence sa première année d'école primaire, puis la guitare acoustique en sixième. Elle est également membre du club de musique de son école de la troisième à la sixième année. Ikuta écrit sa première chanson alors qu'elle est encore à l'école primaire et donné son premier concert alors qu'elle est collégienne. Elle confie dans une interview à Cinematoday que son souhait de devenir musicienne s'est concrétisé lorsque ses parents se sont promis d'écrire des chansons l'un pour l'autre pour la Saint-Valentin et le White Day. Elle étudie à l'université artistique Université Nihon à partir d'avril 2019 et obtient son diplôme en mars 2023. Ikuta cite Taylor Swift comme sa principale influence musicale.

## Carrière

### 2015-présent: Carrière solo
En 2015, Ikuta participe à plusieurs castings et auditions, dont Singin'Japan organisé par Sony Music Entertainment Japan où elle est sélectionnée comme finaliste. En 2016, elle participe au nouveau stage de formation d'artiste appelé la Leçon parrainé par la SMEJ et sort son CD démo 15 no Omoi. Elle devient ensuite membre du groupe de reprises Plusonica (ja) jusqu'en 2021. En février 2018, Ikuta a fait sa première apparition télévisée à Kon'ya, Tanjō! Ongaku Champ (ja). Elle a sorti ses deux premiers EP Rerise en avril 2018, et Jukebox (Lilas Ikuta EP) (ja) en novembre 2019 via le label indépendant After School. En 2020, Ikuta a interprété la version japonaise de la chanson de générique de fin " Rocket to the Moon " pour le film fantastique animé par ordinateur Over the Moon, et a sorti un nouveau single " Hikari ", accompagné de l'exposition de Kissme Atta Koto Aru no ni, Hajime Machite.
Le 9 mars 2021, Ikuta a publié "Answer" pour la publicité Anshin Disability Insurance de Tokio Marine & Nichido Life Insurance. Elle a repris "Sweet Memories" de Seiko Matsuda pour l'album hommage du 50e anniversaire de Takashi Matsumoto Take Me to Kazemachi! (ja). Ikuta a réédité "Romance no Yakusoku", à l'origine de son EP Jukebox, le 14 août, accompagné de la série de télé-réalité amoureuse Kyō, Suki ni Narimashita: Himawari-hen (ja). Elle a exprimé Hiro-chan dans le film d'animation scientifique fantastique Belle en 2021. De plus, en 2021, Ikuta a figuré sur " Tarinai Sukunai " de Fujifabric de leur onzième album studio I Love You (Fujifabric album) (ja), La version japonaise de Tomorrow X Together de "0X1=Lovesong (I Know I Love You)" de leur premier EP japonais Chaotic Wonderland, et "Hōseki" de Rei, et a collaboré avec Milet et Aimer pour " Omokage " ' The First Take pour faire la publicité des écouteurs sans fil antibruit WF-1000XM4 de Sony.
"Sparkle" d'Ikuta sort le 17 janvier 2022, comme thème pour Kyō, Suki ni Narimashita: Mikan-hen, Sotsugyō-hen 2022. Elle a collaboré avec le duo hip-hop Creepy Nuts et Ayase pour le single « Baka Majime », sorti le 20 mars. Il était accompagné de la scène du 55e anniversaire de All Night Nippon, Ano Yoru o Oboe Teru. Le single "Lens", un thème du drame TBS Jizoku Kanō na Koi desu ka?: Chichi to Ko no Kekkon Kōshin Kyoku (ja), est venu le 14 juin Ikuta figurait sur le single " Free Free Free " du Tokyo Ska Paradise Orchestra, sorti le 27 juillet Elle était chargée du thème « Jump » de la Coupe du Monde de la FIFA 2022 de Fuji TV, qui est sorti le 20 novembre.
En janvier 2023, Ikuta sort "Tanpopo" pour le drama 10 Ōoku: The Inner Chambers#Live-action series (ja) de la NHK. Son premier album studio Sketch est sorti le 8 mars. L'album Sketch a fait ses débuts numéro quatre du classement des albums Oricon et numéro deux du Billboard Japan Hot Albums. Ikuta figure sur le single « Senkō Hanabi » de Chiaki Satō de son troisième album studio Butterfly Effect . La chanson est sortie le 14 juin Elle a sorti le single "PS" pour le film 1 Byō Saki no Kare le 7 juillet

### 2019-présent: Yoasobi
Le producteur de Vocaloid Ayase, qui a été invitée à former un projet musical dans le cadre d'une collaboration avec le média social d'écriture créative Monogatary.com, a contacté Ikuta après avoir vu une vidéo sur Instagram et lui a demandé si elle était prête à démarrer un projet musical avec lui, et ce fut le début du duo Yoasobi,. Leur premier single " Yoru ni Kakeru ", sorti fin 2019, est devenu viral et est devenu un succès musical au Japon, ce qui a permis à Yoasobi de gagner en popularité sur la scène musicale japonaise,,.

## Film
| Année | Titre                                 | Rôle                 | Ref.   |
| ----- | ------------------------------------- | -------------------- | ------ |
| 2021  | Belle                                 | Hiro-chan (voix)     | [ 12 ] |
| 2024  | Dead Dead Demon's Dededededestruction | Kadode Koyama (voix) | [ 26 ] |

## Concerts
- 1er One Man Live: Bouquet (2019)[27]
- MTV Unplugged : Lilas Ikuta (2022)[28]
- 1er One Man Tour: Croquis (2023)[29]